# Nagarkot
Nagarkot est un village de la zone de Bagmati au Népal, situé à 33 kilomètres à l'est de Katmandou et à 15 kilomètres de Bhadgaon (Bhaktapur). 
C'est l'endroit le plus haut de la vallée de Katmandou (2 200 m d'altitude) et le seul endroit de la vallée d'où l'on peut voir la chaîne de l'Everest en période de mousson (juin-juillet-août).

## Population
Au recensement de 2011, la ville comptait 4 571 habitants, contre 3 594 en 1991.

## Histoire
Le 14 décembre 2005, le petit village devient tristement célèbre après la fusillade de Nagarkot, ou un militaire âge de 26 ans, après une dispute lors d'une fête religieuse, a ouvert le feu sur la foule au fusil d'assaut, tuant 11 personnes et blessant 19 autres.

## Annexes

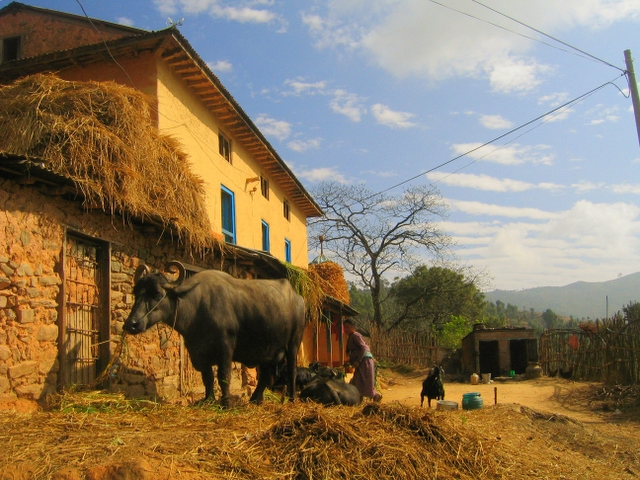
Une maison et une vache
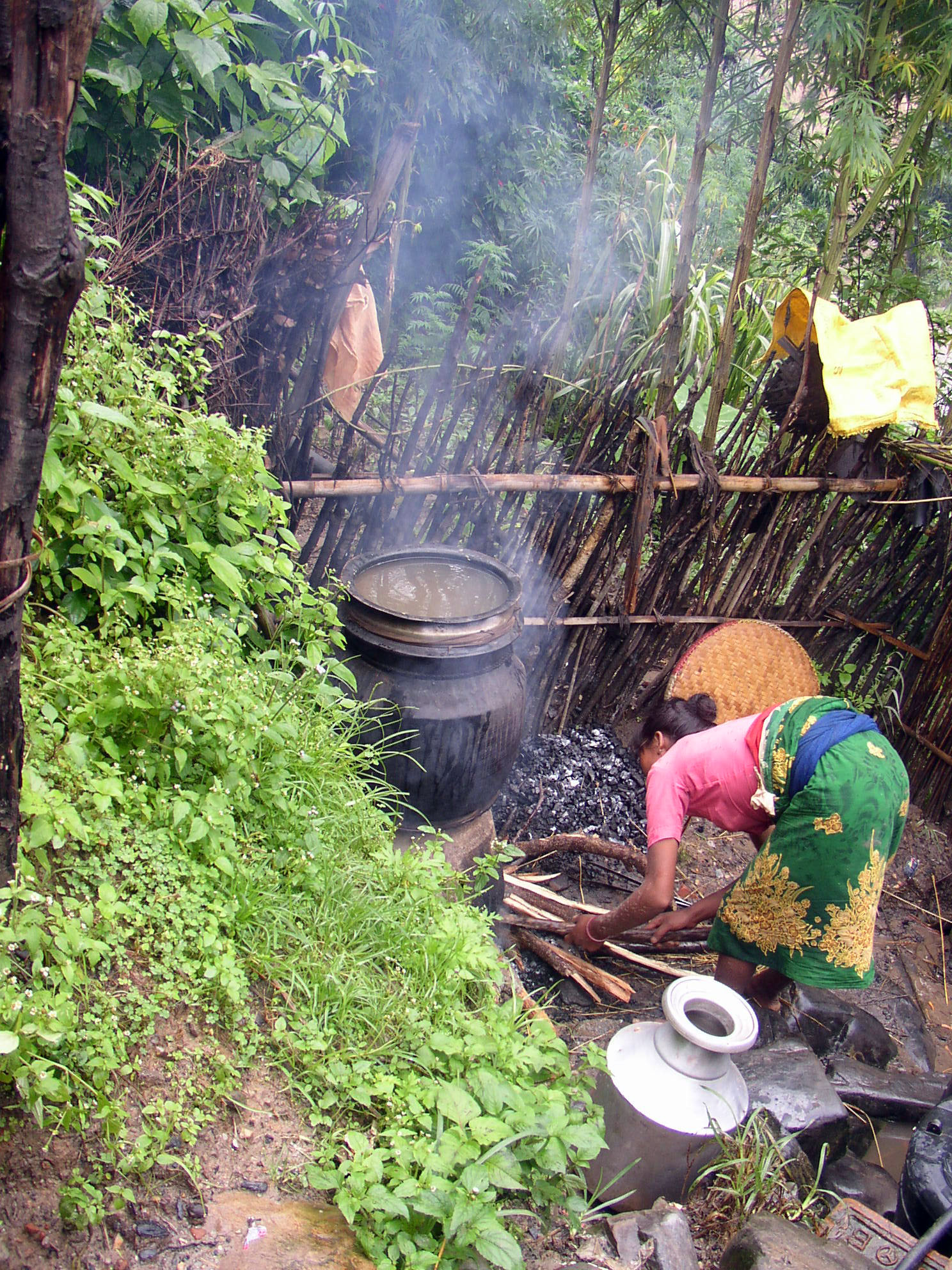
Distillerie du village
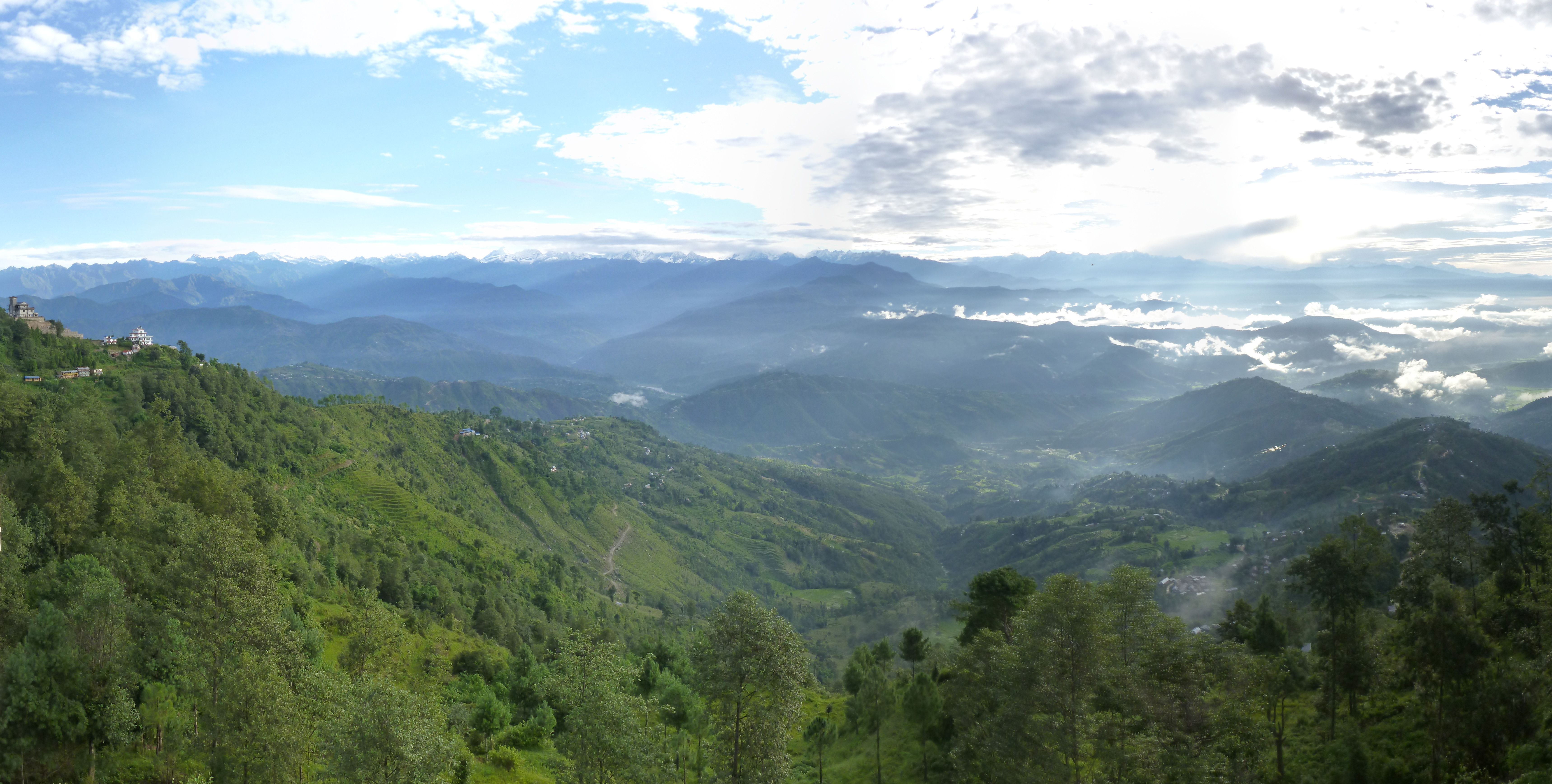
Vallée et Montagnes
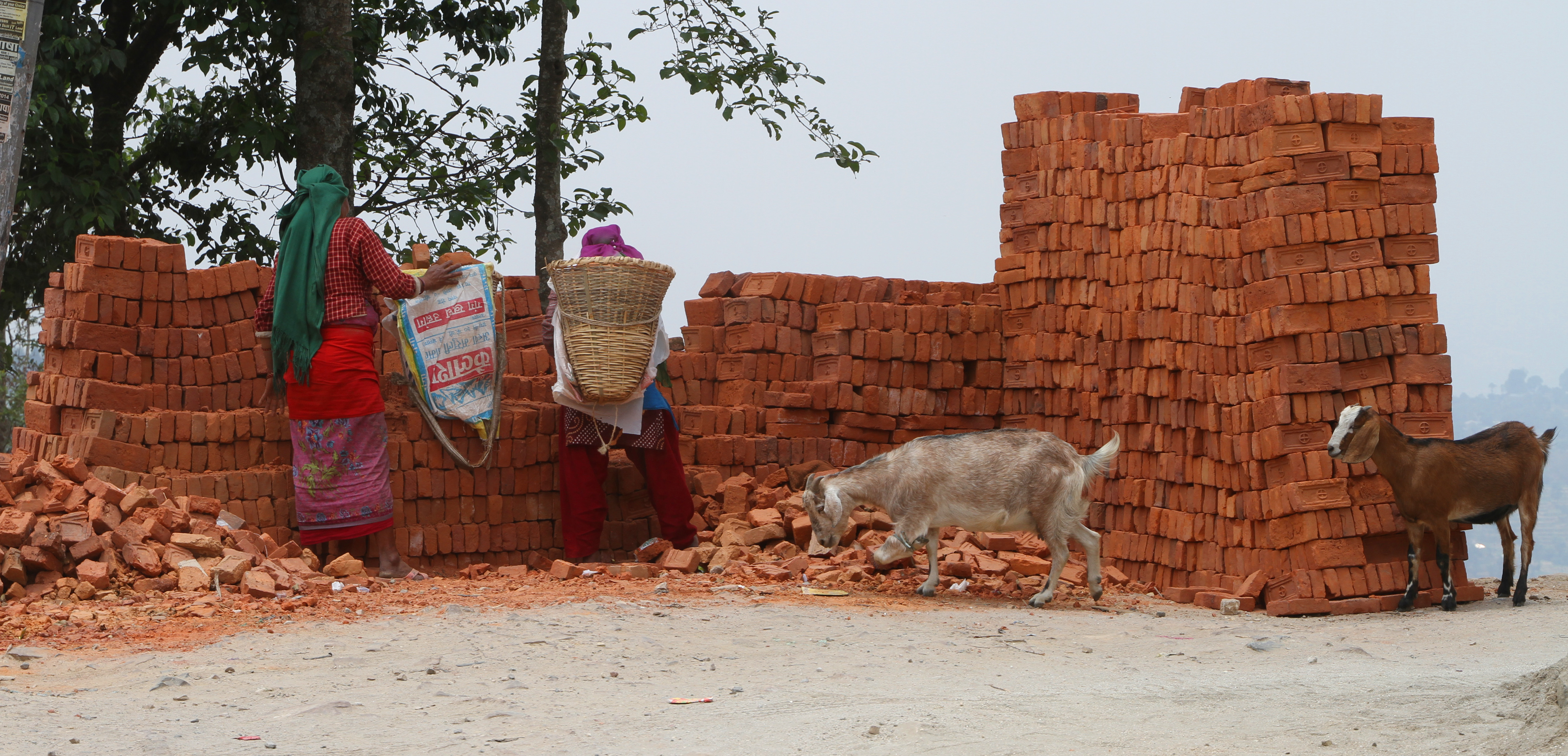
Les femmes au travail
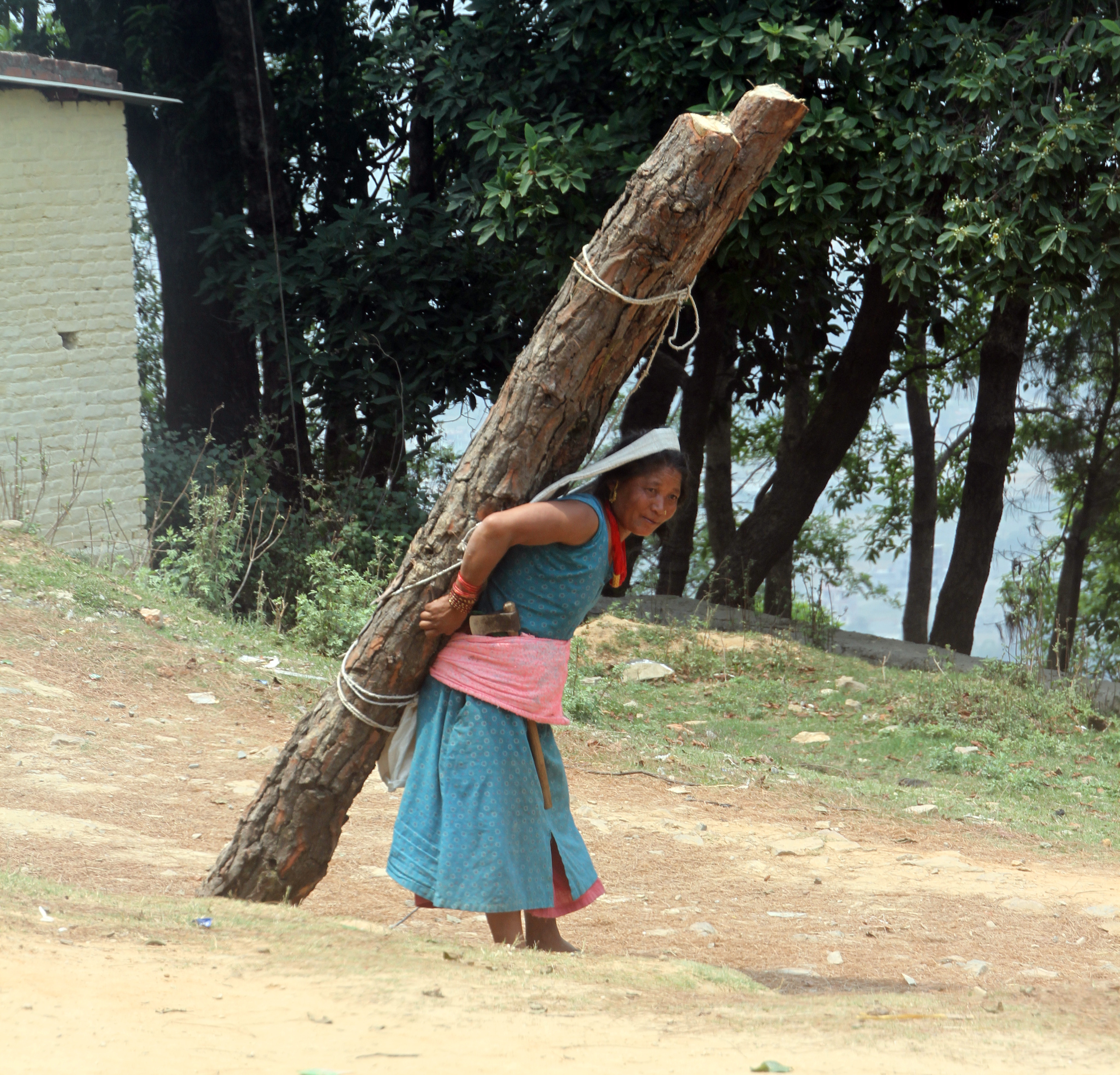
Femme au travail